# Kurt Jäger (Diplomat)

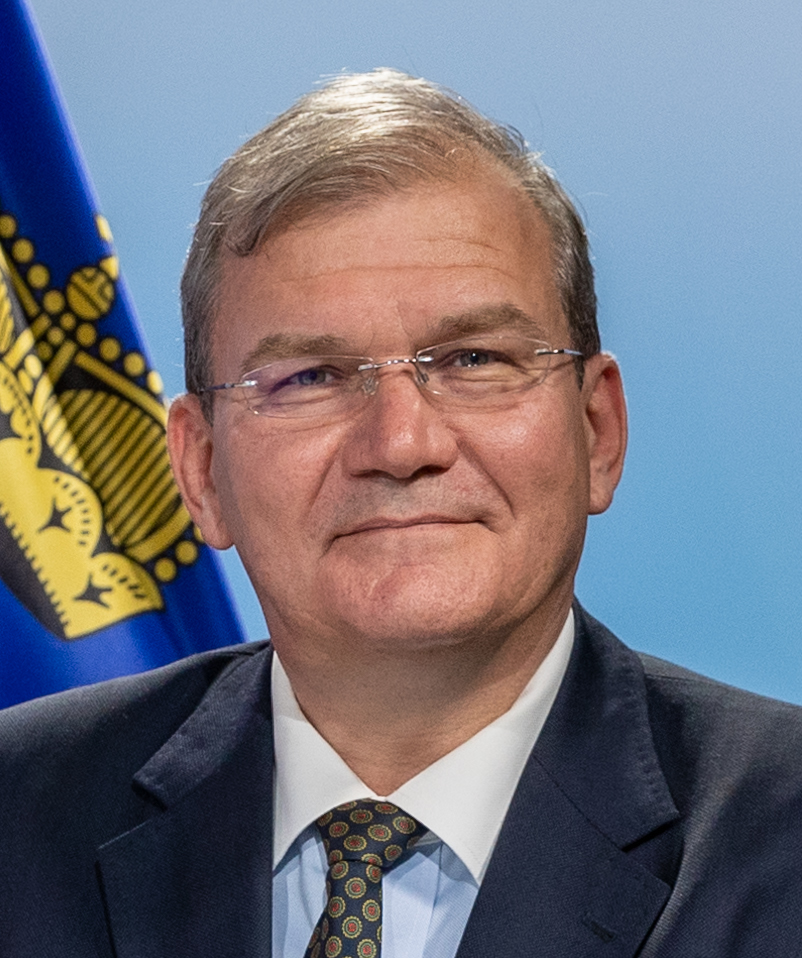
Kurt Jäger (2021)

Kurt Jäger (* 25. November 1961 in Grabs, Schweiz) ist ein liechtensteinisch-schweizerischer Diplomat. Er ist der amtierende Generalsekretär der Europäischen Freihandelsassoziation (EFTA). Zuvor war er Ständiger Vertreter Liechtensteins bei den Vereinten Nationen, der EFTA, WTO und anderen internationalen Organisationen in Genf sowie Ständiger Vertreter Liechtensteins bei der Europäischen Union und Botschafter in den Vereinigten Staaten.

## Leben
Jäger ist heimatberechtigt in Mauren und Boswil. Der Autor Kurt J. Jaeger ist sein Vater.
Nach der Matura am Liechtensteinischen Gymnasium 1982 studierte er von 1982 bis 1984 an der Hochschule St. Gallen und von 1984 bis 1987 an der Universität Freiburg im Üechtland, wo er das Lizenziat der Rechtswissenschaften erwarb. Es folgte von 1988 bis 1989 ein postgraduales Studium am Institute of Air and Space Law der McGill University mit Abschluss als Master of Laws.
Anschliessend war er zunächst in verschiedenen Positionen juristisch tätig. Von 1997 bis 2000 war er Generalsekretär des Verwaltungsrates und Assistent des Vorsitzenden der Geschäftsleitung bei Crossair. Von 2000 bis 2001 war er Vizedirektor der Atraxis Management Services AG und von 2001 bis 2005 Vizedirektor von Swiss.
Er gehörte von 2005 bis 2010 für Liechtenstein dem Kollegium der EFTA-Überwachungsbehörde an und war dort zuständig für Binnenmarktrecht.
Von 2010 bis 2016 war er Ständiger Vertreter Liechtensteins bei der Europäischen Union und Belgien. Von 2016 bis September 2021 war er Botschafter in den Vereinigten Staaten. Ab April 2021 war er Ständiger Vertreter bei den Vereinten Nationen, der EFTA, WTO und anderen internationalen Organisationen in Genf. Im August 2024 trat er als Ständiger Vertreter Liechtensteins bei der EFTA zurück und wurde zum ersten liechtensteinischen Generalsekretär der EFTA ernannt.